# Corryocactus serpens
Corryocactus serpens är en kaktusväxtart som beskrevs av Friedrich Ritter. Corryocactus serpens ingår i släktet Corryocactus, och familjen kaktusväxter. Inga underarter finns listade i Catalogue of Life.